# Middlemarch (roman)
Pour les articles homonymes, voir Middlemarch.
Middlemarch, étude de la vie de province est un roman de la femme de lettres anglaise George Eliot, écrit en 1871. Publié en huit volumes entre 1871 et 1872, le roman se déroule dans la ville fictionnelle de Middlemarch dans les Midlands de 1829 à 1832. Il présente plusieurs histoires croisées et un large ensemble de personnages. Les différents thèmes traités incluent le statut des femmes, la nature du mariage, l'idéalisme, l'égoïsme, la religion, l'hypocrisie, les réformes politiques et l'éducation.
Bien qu'elle contienne des éléments comiques, Middlemarch est une œuvre réaliste qui fait référence à de nombreux événements historiques : le Reform Act de 1832, les débuts du chemin de fer, la mort de George IV et la montée sur le trône de son frère, le Duc de Clarence (futur Guillaume IV.) L’œuvre aborde également l'état de la médecine contemporaine et étudie l'esprit profondément réactionnaire d'une communauté fermée face au changement.
George Eliot a commencé à rédiger les deux écrits qui allaient par la suite devenir Middlemarch dans les années 1869-70 et finit le roman en 1871. Même si les premières critiques furent mitigées, il est à présent considéré par beaucoup comme son chef-d’œuvre et un des plus grands romans anglais.
Middlemarch retrace l'histoire d'une petite ville à l'époque victorienne. Entre histoires d'amour et de pouvoir, George Eliot dresse un splendide tableau regorgeant de détails.

## Résumé
Texte sur Gallica

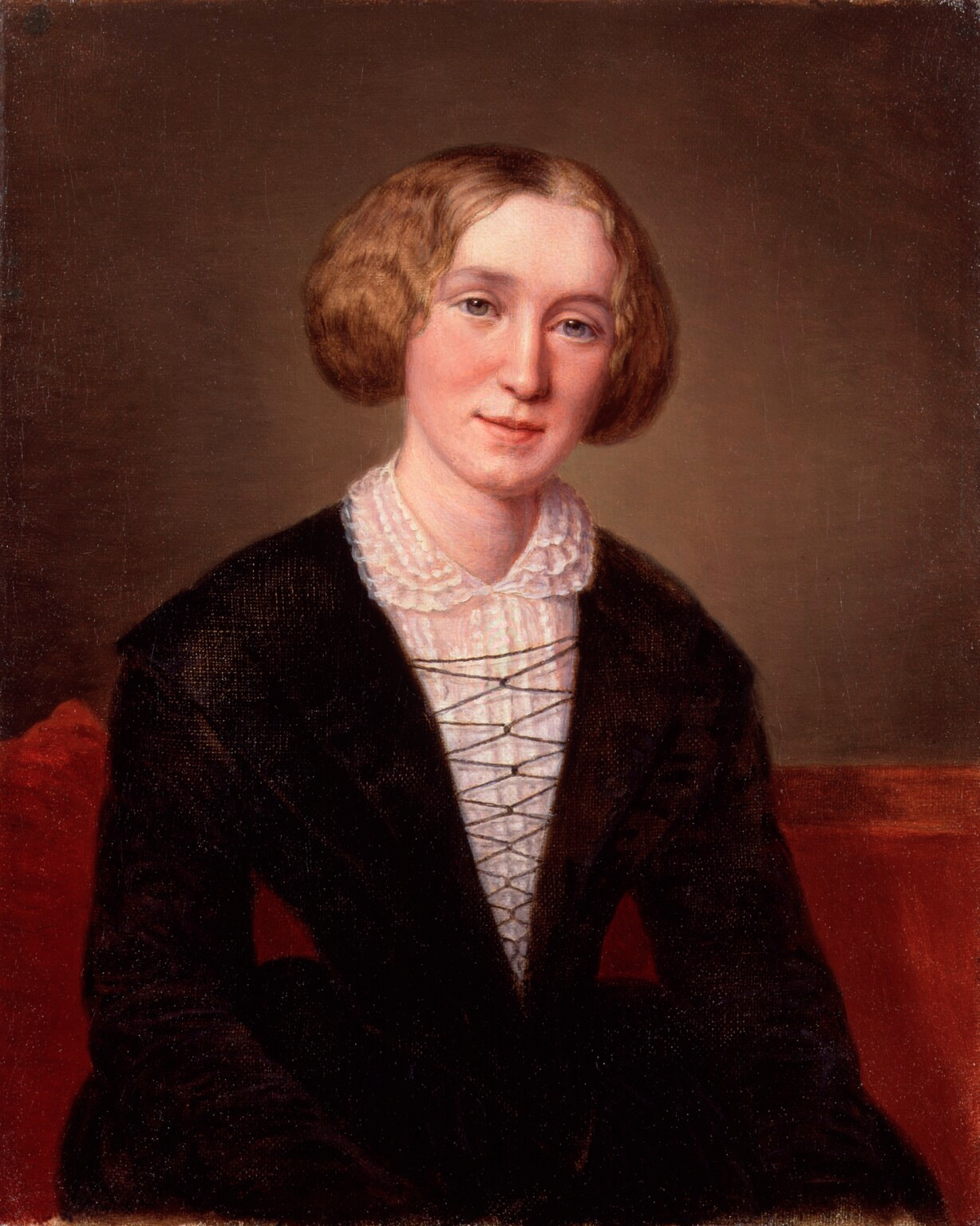
George Eliot

Middlemarch est un roman à la troisième personne dont le sujet central est la vie des habitants de Middlemarch, une ville fictive des Midlands à partir de l'année 1829 avant le Reform Act de 1832. La narration se consacre alternativement à trois ou quatre intrigues plus ou moins développées : la vie de Dorothea Brooke, la carrière de Tertius Lydgate, la cour de Fred Vincy à Mary Garth et la disgrâce de Bulstrode. Les deux intrigues principales sont celles de Dorothea et Lydgate. Chaque histoire avance simultanément, bien que celle de Bulstrode soit développée dans les derniers chapitres.
Dorothea Brooke semble destinée à une vie aisée et confortable comme épouse d'un propriétaire voisin, Sir James Chettam. Mais à la consternation de sa sœur Celia et de son oncle Mr Brooke, elle épouse le révérend Edward Casaubon. Elle espère s'accomplir en partageant sa vie intellectuelle. Mais lors de leur pénible voyage de noces à Rome, Dorothea se rend compte qu'il fait peu de cas de ses ambitions. Quand elle se rend compte que les grands projets de son mari sont voués à l'échec, ses sentiments se changent en pitié. Dorothea se lie d'amitié avec le jeune cousin de Casaubon, Will Ladislaw. Mais Casaubon et son cousin se vouent une antipathie réciproque et Ladislaw est interdit de visite. Alors que sa santé décline, Casaubon essaye d'obtenir une promesse de Dorothea « au cas où je mourrais, vous exécuteriez mes volontés; si vous vous abstiendriez de faire ce que je désapprouve et si vous vous efforciez de faire ce que je désire. » Il meurt avant qu'elle ne puisse lui donner sa réponse. Elle apprend ensuite par un codicille de son testament que, si elle épouse Ladislaw, elle perdra son héritage.
Le jeune docteur Tertius Lydgate arrive à Middlemarch. À l'hôpital, il rencontre le banquier, Mr Bulstrode et grâce à cette relation, la nièce de ce dernier, la charmante fille du maire, Rosamund Vincy. Rosamund est immédiatement attirée par Lydgate et particulièrement par l'idée qu'elle se fait de ses relations avec l'aristocratie. Ils se marient et, pour plaire à Rosamund, Lydgate s'endette rapidement et se voit forcé de demander l'aide de Bulstrode. Il est soutenu dans cette épreuve par son amitié avec Camden Farebrother.
Pendant ce temps, le frère de Rosamund, Fred Vincy se destine, avec réticence, à l'église. Il est amoureux depuis l'enfance de Mary Garth. Cette dernière refuse de l'accepter s'il se fait ordonner et souhaite qu'il s'oriente vers un métier qui correspondrait davantage à ses aptitudes. Fred espère hériter d'une fortune considérable de la part de Mr Featherstone, une espérance déçue à la mort de ce dernier. Cependant sur son lit de mort, Featherstone supplie Mary, son infirmière, de détruire son second testament, Mary refuse et conjure le vieillard d'attendre le matin pour légaliser la procédure mais il meurt avant de pouvoir le faire. Endetté, Fred est contraint de contracter un prêt garanti par le père de Mary, Caleb Garth. Quand Fred se trouve dans l'impossibilité de payer sa dette, l'état des finances de Caleb Garth se trouve compromis. L’humiliation ressentie par Fred à cette occasion est un déclic. Il décide de reprendre ses études, puis entre en apprentissage auprès de Caleb (qui lui a pardonné) pour devenir régisseur.
John Raffles qui connait le passé trouble de Bulstrode, apparaît à Middlemarch avec l'intention de lui faire du chantage. Dans sa jeunesse, le dévot Bulstrode était impliqué dans des transactions financières douteuses et sa fortune est le résultat de son union avec une veuve fortunée beaucoup plus âgée que lui. La terreur de Bulstrode à l'idée d'être présenté publiquement comme un hypocrite le conduit à hâter le trépas d'un Raffles déjà mortellement atteint. Cependant la rumeur s'est déjà répandue. Bulstrode entraîne Lydgate dans sa disgrâce lorsque le public apprend que le banquier lui a fait un prêt. Il est considéré comme complice de la disparition de Raffles. Seuls Dorothea et Farebrother gardent foi en lui. Néanmoins, sous la pression publique, Lydgate et Rosamund sont contraints de quitter Middlemarch. Honni et déshonoré, la seule consolation de Bulstrode est la fidélité de sa femme qui reste à ses côtés alors qu'il est, lui aussi, contraint à l’exil.
Le codicille dans le testament de Casaubon crée une gêne entre Ladislaw et Dorothea. Ladislaw est secrètement amoureux de cette dernière mais se refuse à lui avouer pour ne pas l'entraîner dans un scandale ou la pousser à être déshéritée. Il reste à Middlemarch, travaillant comme rédacteur pour Mr Brooke. Quand Mr Brooke abandonne sa campagne électorale, il décide de quitter la ville et rend visite à Dorothea pour lui faire ses adieux. Mais Dorothea est aussi tombée amoureuse de lui. Le soupçon exprimé par Mr Casaubon dans son testament l'a poussé à regarder celui qu'elle voyait uniquement comme le parent infortuné de son mari sous un nouveau jour. Renonçant à la fortune de Casaubon, elle choque sa famille à nouveau et annonce son intention d'épouser Ladislaw. Au même moment, Fred, heureux dans le rôle de régisseur, épouse Mary Garth.
La partie Finale détaille le destin des personnages principaux. Fred et Mary se marient et vivent heureux avec leurs trois garçons. Lydgate ouvre un cabinet en dehors de la ville mais n'est jamais satisfait de son destin et meurt à cinquante ans. Rosamund se remarie avec un riche médecin. Ladislaw s'engage en politique et Dorothea est heureuse en tant qu'épouse et mère, leur fils aîné hérite du domaine d'Arthur Brooke.

## Personnages

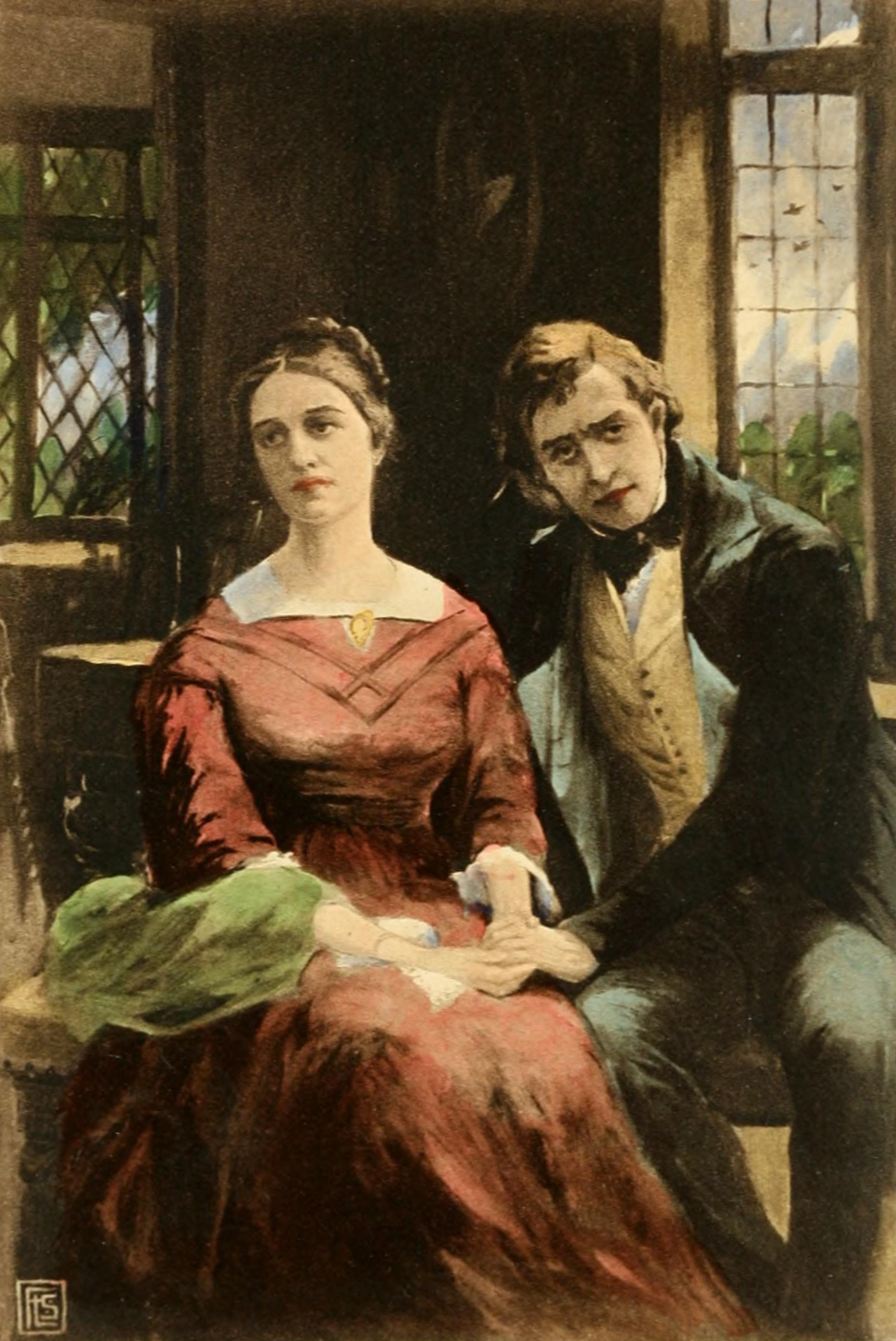
Dorothea Brooke et Will Ladislaw

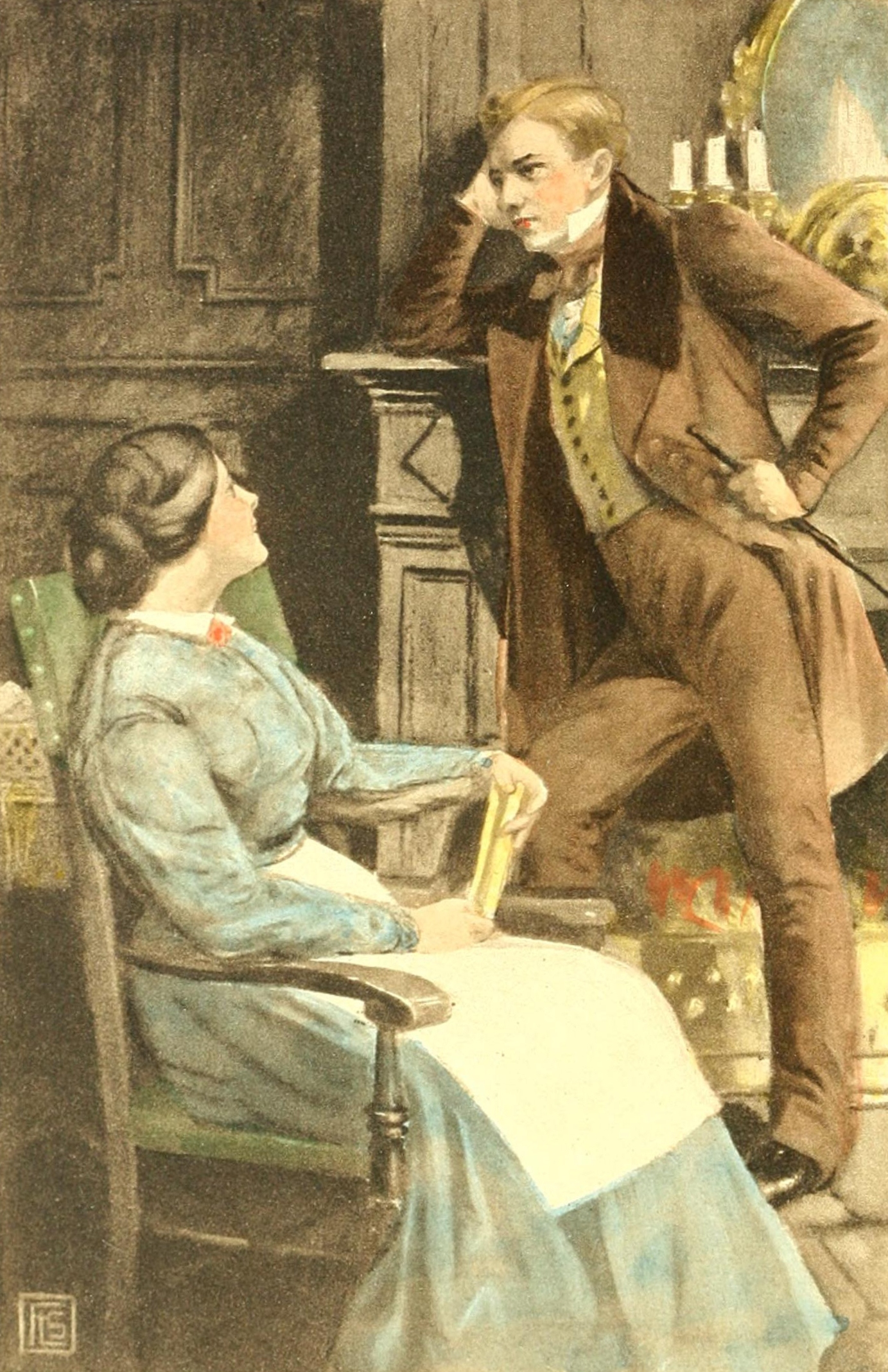
Mary Garth et Fred Vincy

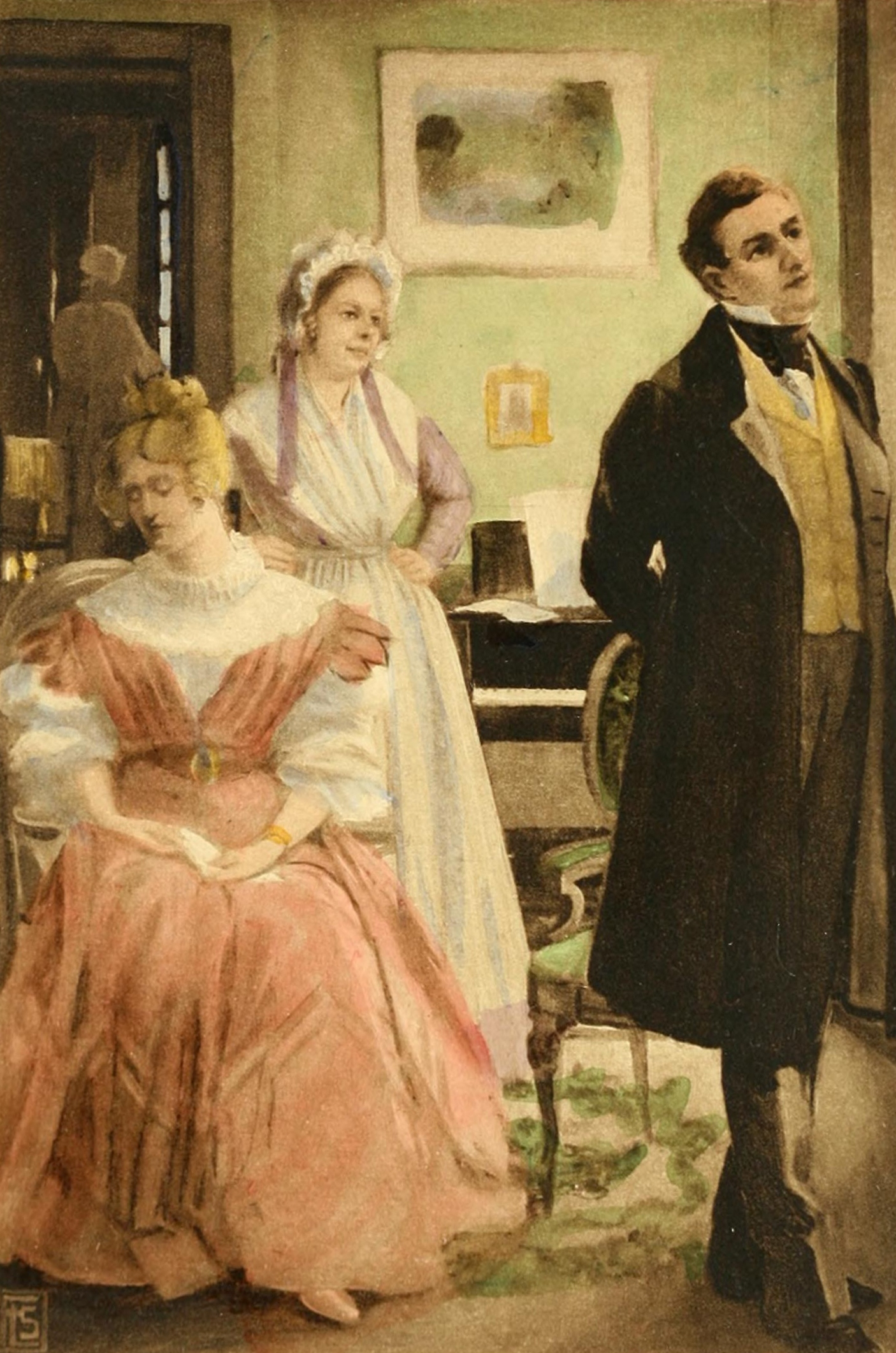
Rosamond Vincy et Tertius Lydgate

- - Dorothea Brooke — est une très belle jeune femme riche et intelligente aux grandes ambitions. Dorothea évite d'étaler sa richesse et s'implique dans des projets tels que le réaménagement de maisons pour les métayers de son oncle. Elle se marie au vieux Révérend Casaubon, avec l'ambition de l'aider dans son projet de recherche : La Clé de toutes les Mythologies. Cependant ce mariage est une erreur, Casaubon ne la prend pas au sérieux et lui reproche intérieurement sa jeunesse, son enthousiasme et son énergie. Ses demandes de l'assister rendent plus difficile pour lui de cacher que ses travaux sont dépassés. À cause de la froideur de Casaubon pendant leur voyage de noces, Dorothea sympathise avec son parent, Will Ladislaw. Quelque temps après la mort de Casaubon, elle tombe amoureuse de Will et l'épouse.
  - Tertius Lydgate — docteur idéaliste, talentueux, mais naïf, malgré sa haute naissance il est relativement pauvre. Lydgate espère que ses recherches permettront de grandes avancées médicales. Cependant, il finit dans un mariage malheureux avec Rosamund Vincy. Ses tentatives de montrer qu'il ne dépend de personne échouent et il doit finalement quitter la ville. Il finit par sacrifier ses grands idéaux pour plaire à son épouse.
  - Rev. Edward Casaubon — vieil ecclésiastique pédant et égoïste, il est obsédé par ses recherches scolastiques. À cause de cela, il n'éprouve aucun amour pour son épouse Dorothea. Son livre inachevé La Clé de toutes les Mythologies tente d'être une référence sur la tradition du syncrétisme chrétien. Cependant, ses recherches sont dépassés parce qu'il ne lit pas l'allemand. Il a conscience du problème mais ne l'admettrait à personne.
  - Mary Garth — fille de Caleb et Susan Garth, d'aspect ordinaire, aimable avec un grand esprit pratique, elle est l'infirmière de Mr. Featherstone. Elle est l'amour d'enfance de Fred Vincy mais elle refuse qu'il lui fasse la cour tant qu'il n'a pas prouvé qu'il était capable de mener une vie raisonnable et de s'y tenir.
  - Arthur Brooke — oncle et tuteur de Dorothea et Celia Brooke, d'une piètre intelligence, il a souvent l'esprit embrouillé. Il a la réputation d'être le pire propriétaire du pays, mais brigue une place au parlement en soutenant le programme de la Réforme.
  - Celia Brooke — benjamine de Dorothea, d'une grande beauté. Elle est plus terre-à-terre que Dorothea et ne partage pas l'idéalisme et l'ascétisme de sa sœur. Elle est très heureuse d'épouser Sir James après que sa sœur l'a rejeté en épousant Casaubon.
  - Sir James Chettam — propriétaire voisin de Brooke, il est épris de Dorothea et l'aide dans ses projets d'amélioration des conditions de vie des métayers. Quand elle épouse Casaubon, il épouse sa sœur Celia.
  - Rosamond Vincy — est belle, vaniteuse et superficielle, fille du maire de Middlemarch, elle a une haute opinion de ses charmes et une piètre opinion de la société middlemarchienne. Elle épouse Tertius Lydgate pensant que cette union lui donnera accès à une société plus choisie et lui procurera une vie confortable. Quand son mari rencontre des difficultés financières, elle s'emploie à contrecarrer ses efforts d'économies, considérant ces sacrifices comme indignes d'elle et insultants. Elle est incapable de supporter l'idée de perdre son statut au sein de la société de Middlemarch.
  - Fred Vincy — frère de Rosamond. Il est amoureux de Mary Garth depuis d'enfance. Sa famille espère qu'il rentrera dans les ordres et pourra ainsi monter dans l'échelle sociale mais il sait que Mary Garth refusera de l'épouser s'il adhère à ce projet. Espérant toucher l'héritage de son oncle Mr. Featherstone, il est dépensier. Il change par amour pour Mary et trouve, en étudiant sous la direction du père de Mary, une profession par laquelle il gagne son respect.
  - Will Ladislaw — jeune cousin de Mr. Casaubon, il n'a pas de bien car sa grand-mère a épousé un musicien polonais sans le sou et a été déshéritée. C'est un homme éloquent, idéaliste et plein de talents mais sans réelle profession. Il tombe amoureux de Dorothea, mais ne peut pas l'épouser sans qu'elle ne perde l'héritage de Mr. Casaubon.
  - Humphrey Cadwallader et Eleanor Cadwallader — voisins des Brookes. Mr. Cadwallader est pasteur. Mrs. Cadwallader est une femme pragmatique et bavarde qui commente les affaires locales avec cynisme. Elle désapprouve le mariage de Dorothea et les ambitions parlementaires de Mr. Brooke.
  - Walter Vincy et Lucy Vincy — respectable famille d'industriels. Ils souhaitent l'ascension sociale de leurs enfants et sont déçus à la fois du mariage de Rosamund et de celui de Fred. La sœur de Mr. Vincy est mariée à Nicholas Bulstrode. Mrs. Vincy était la fille d'une aubergiste et sa sœur était la seconde femme de Mr. Featherstone.
  - Caleb Garth — père de Mary Garth. Homme d'affaires bon, honnête et généreux, il est régisseur et expert foncier impliqué dans la gestion des métairies. Il apprécie Fred et finira par le prendre sous son aile.
  - Camden Farebrother — vicaire pauvre mais intelligent, naturaliste amateur. Il est ami avec Lydgate et Fred Vincy et amoureux de Mary Garth. Sa situation s'améliore quand Dorothea fait de lui le titulaire de la chaire de feu Mr. Casaubon.
  - Nicholas Bulstrode — riche banquier, marié à la sœur de Mr. Vincy, Harriet. C'est un pieux méthodiste qui essaye d'imposer ses croyances à la société middlemarchienne. Cependant, il cache un passé sordide et vit dans la terreur qu'il soit rendu public. Sa pratique de la religion encourage ses désirs personnels et le dénue d’empathie. 
  - Peter Featherstone — vieux propriétaire de Stone Court, self-made man qui a épousé en premières noces la sœur de Caleb Garth puis la sœur de Mrs. Vincy en secondes noces.
  - Jane Waule — veuve sœur de Peter Featherstone, elle a un fils, John. 
  - Mr. Hawley — homme d'affaires vulgaire, ennemi de Bulstrode.
  - Mr. Mawmsey — épicier. 
  - Dr Sprague — docteur de Middlemarch.
  - Mr. Tyke — homme d'église favorisé par Bulstrode.
  - Rigg Featherstone — fils illégitime de Featherstone qui apparaît lors de la lecture de son testament et se voit octroyer la fortune de Featherstone à la place de Fred. Il est aussi apparenté à John Raffles qui vient en ville pour le voir et se retrouve à révéler le passé de Bulstrode. Son apparition est un tournant dans l'intrigue.
  - John Raffles — alcoolique, brute et vantard, vaurien comique dans la tradition de Sir John Falstaff. Contrairement au personnage de Shakespeare, Raffles est un homme véritablement malfaisant. Il scelle les destins de Bulstrode et Lydgate.

## Thèmes

### La vie provinciale
Le roman d'Eliot est situé dans la ville fictionnelle de Middlemarch, Loamshire Nord, qui est probablement inspiré de Coventry dans le comté du Warwickshire, où l'auteur a vécu avant de déménager à Londres. Tout comme Coventry, Middlemarch est décrite comme une ville manufacturière de ruban de soie,.
Le sous-titre du roman, "Étude de la vie de province", a été jugé extrêmement significatif par un critique qui a considéré que Middlemarch était "la fusion entre les deux sens de 'provincial'" celui géographique qui signifie "toutes les régions du pays à l'exception de la capitale" et également une personne "peu sophistiquée" ou "étroite d'esprit."
Il est intéressant de noter que, contrairement à son héroïne Dorothea, Eliot est allée à Londres où elle a gagné une célébrité exceptionnelle pour une femme de son époque, certainement plus grande que Dorothea qui est restée dans sa province. Une fois sa relation hors-mariage avec Lewes rendue publique, Eliot fut rejetée par sa famille et "leur profonde désapprobation l'empêcha de jamais rentrer chez elle à nouveau" et elle ne visita pas Coventry lors de son dernier voyage dans les Midlands en 1855.

### La situation des femmes
Une idée centrale du roman est que Dorothea Brooke ne peut pas atteindre la stature héroïque d'une Sainte Thérèse parce qu'elle est née à la mauvaise époque. Antigone, figure de la mythologie grecque est aussi citée dans la partie "Finale" comme un exemple de la femme héroïque. Une analyse récurrente des critiques féministes est que Dorothea est non seulement moins héroïque que Sainte Thérèse ou Antigone mais aussi que George Eliot elle-même. Ruth Yeazell et Kathleen Blake ont reproché à ces critiques d'espérer des portraits de femmes victorieuses à une époque où la réalité les rendaient rares.
Eliot a été critiquée plus largement pour avoir conclu son roman par le mariage de Dorothea avec un autre homme, Will Ladislaw qui lui est clairement inférieur. L'auteur Henry James décrit Ladislaw comme un dilettante et considère qu'il n'a pas "concentré la ferveur essentielle pour un homme choisi par une héroïne si énergique."

### Le mariage
Le mariage est un des thèmes principaux de Middlemarch, les deux intrigues principales - celle de Dorothea et celle de Lydgate - sont des études de mariages ratés. Le roman semble suggérer que les destinées de ces protagonistes sont inachevées à cause de ces unions désastreuses. Ceci est plus vrai pour Lydgate que pour Dorothea, qui se voit offrir une seconde chance avec son mariage avec Will Ladislaw ; bien que de nombreux critiques aient considéré que cette conclusion pouvait être interprétée différemment selon la perception du personnage de Ladislaw, jugé par certains largement inférieur à Dorothea.
Associés à ces mariages, le roman présente des unions heureuses, comme celle de Celia Brooke et Sir James Chettam. Mais aussi la cour de Fred Vincy à Mary Garth. Dans cette intrigue, Mary n'acceptera Fred que s'il abandonne son projet d'entrer dans les ordres et se tourne vers une carrière correspondant davantage à ses aspirations et son caractère. En cela, Fred ressemble au personnage de Henry Fielding, Tom Jones, tous deux sont transformés en bons partis par l'amour qu'ils donnent et reçoivent d'une femme.
Dorothea est une Sainte Thérèse née au mauvais siècle, dans un Middlemarch provincial, et qui, dans son ardeur idéaliste, méprend "une pauvre momie pédante desséchée pour une sorte d'ange de vocation." Middlemarch est en partie un roman d'apprentissage dans lequel Dorothea fait des erreurs et progresse dans ses tentatives de trouver une vocation. Lydgate se méprend tout autant dans son choix de compagne parce que sa vision de l'épouse parfaite est quelqu'un qui peut chanter, jouer du piano et délasser son mari après sa journée de labeur. Il épouse par conséquent Rosamund Vincy, la femme qui, dans le roman, s'oppose le plus drastiquement à Dorothea, avec pour résultat une décadence de chercheur passionné à médecin londonien à la mode.

## Adaptations
- Middlemarch est un feuilleton télévisé britannique réalisé par Joan Craft en 1968.
- Middlemarch (en) est un feuilleton télévisé britannique réalisé par Anthony Page en 1994, sur un scénario d'Andrew Davies.